# 劉鑒 (知府)
刘鉴，山东馆陶人，明朝政治人物。
刘鉴曾于？年接替林庆任松江府知府一职，？年由陈原九接任。